# NGC 2347
NGC 2347 è una galassia a spirale situata nella costellazione della Giraffa, a una distanza di circa 215 milioni di anni luce dalla nostra Via Lattea.

## Scoperta
La galassia è stata scoperta il 1 novembre 1788 dall'astronomo britannico di origine tedesca William Herschel.

## Descrizione
NGC 2347 ha una classe di luminosità II e presenta una larga riga a 21 cm dell'idrogeno neutro.
Il database SIMBAD la classifica come galassia LINER, cioè una galassia il cui nucleo presenta uno spettro di emissione caratterizzato da larghe righe di atomi debolmente ionizzati.
Nelle immagini, NGC 2347 appare poco discosta dalla stella SAO 14129.

## Supernova
Il 1 settembre 2001, all'interno di NGC 2347 è stata scoperta la supernova SN 2001ee dall'astronomo amatoriale britannico Mark Armstrong. La supernova è stata classificata di tipo tipo II.

## Gruppo di NGC 2347
NGC 2347 è la più vasta e la più luminosa di un gruppo di galassie che porta il suo nome, il Gruppo di NGC 2347, che comprende almeno 8 membri, tra cui IC 2179. Le altre sei galassie del gruppo sono 3606, 3642, 3660, 3764, 3850 e 3886, tutte incluse nell'Uppsala General Catalogue.